# Psychidarbela kalshoveni
Psychidarbela kalshoveni är en fjärilsart som beskrevs av Walter Karl Johann Roepke 1938. Psychidarbela kalshoveni ingår i släktet Psychidarbela och familjen träfjärilar. Inga underarter finns listade i Catalogue of Life.